# Zona de Fractura Mendocino

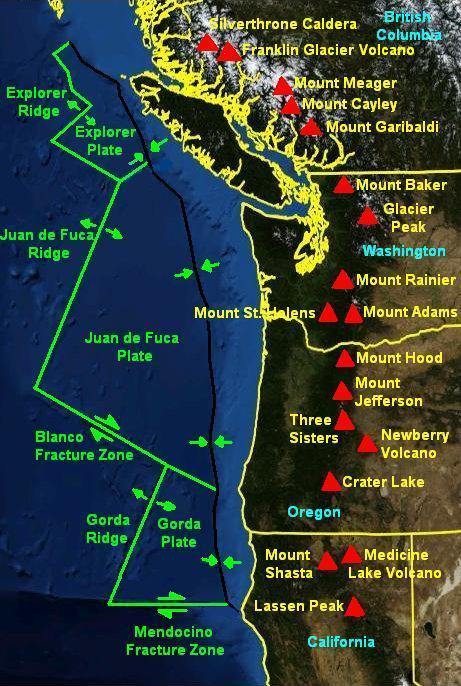
La Zona de Fractura Mendocino, entre la Placa de Gorda i la Placa Pacífica.

La Zona de Fractura Mendocino és una zona de fractura i falla transformant propera a la costa del Cap Mendocino, al nord de Califòrnia. Discorre cap a l'oest des d'una triple cruïlla amb la falla de San Andrés i la zona de subducció Cascadia, al límit sud de la Dorsal de Gorda. Continua cap a l'est d'aquesta cruïlla, com un romanent inactiu que s'estén per alguns centenars de quilòmetres.
Tècnicament una zona de fractura no és una falla transformant, però en el cas de Mendocino s'ha aplicat de forma relaxada el terme al segment actiu a l'est de la Dorsal de Gorda, de la mateixa manera que al segment oest. Molts sismòlegs es refereixen al segment actiu com a Falla de Mendocino. La part de la falla delimita la frontera entre la placa Pacífica, que es mou cap al nord-est i la placa de Gorda, que es mou cap a l'est. La Placa de Gorda pateix una subducció sota la placa nord-americana al Cap Mendocino. Al punt on la falla de Mendocino es creua amb la trinxera de la zona de subducció es reuneix amb la falla de San Andrés. La zona, sísmicament activa, és una triple cruïlla, en aquest cas la Triple cruïlla de Mendocino.

## Història
Robert W. Pease va observar el 1965 que l'alineament de la zona tectònica transversa s'estenia del Mont Lassen fins a la Walker Lane. Marca el límit de l'altiplà de Columbia i l'altiplà de Modoc amb la Gran Conca. On s'ajunta amb la falla del Llac Honey es doblega cap al nord-est a través de la cantonada de Nevada, al llarg del desert de Black Rock.